# Fűrészipari fatermék
Az elsődleges fafeldolgozó-ipar állítja elő azokat a fűrészipari fatermékeket vagy fűrészárukat (deszkák, furnérok, lemezek, bútorlapok stb.), amelyeket a további feldolgozás szempontjából alapanyagnak tekint a másodlagos fafeldolgozó-ipar (vagyis az asztalosüzemek, bútorgyártók és egyéb fafeldolgozók). A fűrészáru jó minőségű rönkből  fűrészeléssel előállított fatermék, amely a méreteitől függően, azzal összhangban lehet deszka, palló, gerenda, léc, zárléc stb.
A fűrészáruk méreteit, kialakítását és azok minőségi osztályba sorolását Magyarországon szabvány írja elő. A fűrészipar termékeit felhasználási szempontból szelvényáruk, bányászatban használatos fűrészáruk, vasúti felhasználású fűrészáruk és egyéb vegyes fűrészáruk csoportjába lehet sorolni.

## Szelvényáruk

### Szélezetlen palló és deszka
- csak a lapjai és bütüi vannak fűrészelve, vagy csak egyik oldala megmunkált
- a lapok síkjai egymással párhuzamosak, és a bütük vágási síkja a hossztengelyre merőleges

- szélezetlen deszka: 40 mm vastagságig bezárólag
- szélezetlen palló: 40 mm vastagság felett

### Szélezett palló és deszka
- teljes felületén fűrésszel megmunkált
- lapjai egymással párhuzamosak
- oldallapjainak síkja a lapok síkjaira, bütüi pedig a hossztengelyre merőlegesek

- szélezett deszka: 12…40 mm vastag
- szélezett palló: 43…108 mm vastag

### Fűrészelt gerenda
- négyszög keresztmetszetű fűrészelt választék
- szélessége általában nem nagyobb, mint a vastagság kétszerese
- keresztmetszeti mérete 10 x 10 cm-nél nagyobb
- hosszúságát a két merőleges bütü között mérik

### Zárléc
- négy oldalt fűrészelt faválaszték
- élei egymással párhuzamosak
- két szomszédos oldallapja egymásra merőleges
- szélessége nem nagyobb, mint a vastagság kétszerese
- a keresztmetszet területe legfeljebb 100 cm2

### Lécválasztékok
- hossza legalább 1 m
- keresztmetszete fenyőféléknél legfeljebb 38x48 mm, lombos fáknál legfeljebb 45x48 mm

## Bányászatban használt fűrészáruk

### Bányadeszka
- bányatérségek ácsolatközének, oldal- és főtebiztosítására használják
- termelhető szélezett és szélezetlen állapotban, normál és keskeny kivitelben
- normál bányadeszka hossza: 120 cm, vastagsága fenyő esetén: 18, 24 mm, kemény lombos fa esetén: 20, 24 mm szélessége: 20-26 cm

### Bányabéléspalló
- bányavágatok, TH-gyűrű és Moll-ív bélelésére alkalmazzák
- vastagsága: 40, 45, 48 mm
- szélessége: szélezett pallónál 6…10 cm, szélezetlen pallónál a lap keskenyebb felén minimálisan 10 cm.

### Aknafa
- bányaaknák biztosítására szolgáló, általában ép élű gerenda
- keresztmetszete: 16x20…24x24
- hosszúsága: 250…480

### Aknakasvezető gerenda
- függőaknákban az aknakas vezetésére alkalmazzák
- keresztmetszete: 14x19 és 18x20 cm
- hossza: 600 cm

### Bányavasúti talpfa
- keskeny nyomtávú bányavasutaknál alkalmazzák
- vastagsága: 9…13 cm
- szélessége: 12…16 cm
- hosszúsága: 100–120 cm

## Vasutaknál használt fűrészáruk
- normál talpfák
- váltó talpfák

## A témához kapcsolódó oldalak
- Erdei faválaszték